# Oberjesingen
Die ehemalige Gemeinde Oberjesingen ist durch die Gemeindereform in Baden-Württemberg seit 1972 einer von heute acht Stadtteilen Herrenbergs.

## Geographie
Oberjesingen liegt am Rande des Korngäus, fünf Kilometer von Herrenberg entfernt, nahe der Autobahn A 81 Stuttgart–Singen.

## Geschichte
Oberjesingen erscheint in einer Urkunde erstmals 1314, damals allerdings als Oesingen bezeichnet. Der eigentliche Name Oberjesingen bildete sich erst nach dem Dreißigjährigen Krieg heraus.
Bis um 1819 gehörte Oberjesingen zum Kuppinger Stab. Mit der Erbauung der Briccius-Kirche wurde 1857/58 Oberjesingen auch zu einer eigenständigen Kirchengemeinde (Kirchengemeinde Oberjesingen). Am 1. März 1972 wurde Oberjesingen nach Herrenberg eingemeindet.

## Söhne und Töchter des Ortes
- Otto Roller (1927–2017), Archäologe, Direktor des Historischen Museums der Pfalz in Speyer 1977–1992

## Vereine
Unter anderem sind folgende Vereine im Ort aktiv:
- Sportverein Oberjesingen e. V. (Fußball, Freizeitsport, Volleyball)

- SF Oberjesingen
- Obst- und Gartenbauverein Oberjesingen e. V.
- Narrenzunft Oberjesingen e. V.
- Ortsgemeinschaft Oberjesingen e. V.